# Uganda Revenue Authority SC
Uganda Revenue Authority SC w skrócie URA Kampala – ugandyjski klub piłkarski grający w pierwszej lidze ugandyjskiej, mający siedzibę w mieście Kampala.

## Sukcesy
- I liga[1]:
  - mistrzostwo (4):  2006, 2006/2007, 2008/2009, 2010/2011.
  - wicemistrzostwo (1): 2012/2013.

- Puchar Ugandy[2]:
  - zwycięstwo (3): 2005, 2012, 2014.
  - finał (3): 2000, 2009, 2011.

- Puchar CECAFA[3]:
  - wicemistrzostwo (1): 2007, 2008.

## Występy w afrykańskich pucharach
| Sezon     | Rozgrywki           | Runda   | Kraj              | Klub                             | Dom | Wyjazd | Dwumecz      |
| --------- | ------------------- | ------- | ----------------- | -------------------------------- | --- | ------ | ------------ |
| 2006      | Puchar Konfederacji | wstępna | Kenia             | World Hope                       | 1–0 | 1–1    | 2–1          |
| 2006      | Puchar Konfederacji | 1       | Sudan             | Al-Merreikh Omdurman             | 2–1 | 0–2    | 2–3          |
| 2007      | Liga Mistrzów       | wstępna | Kamerun           | Coton Sport FC de Garoua         | 0–0 | 0–3    | 0–3          |
| 2008      | Liga Mistrzów       | wstępna | Zambia            | ZESCO United                     | 0–2 | 0–0    | 0–2          |
| 2010      | Liga Mistrzów       | wstępna | Zambia            | Zanaco FC                        | 1–0 | 0–4    | 1–4          |
| 2012      | Liga Mistrzów       | wstępna | Lesotho           | Lesotho Correctional Services FC | 3–0 | 0–0    | 3–0          |
| 2012      | Liga Mistrzów       | 1       | Mali              | Djoliba Athletic Club            | 0–2 | 0–2    | 0–4          |
| 2013      | Liga Mistrzów       | wstępna | Kamerun           | Coton Sport FC de Garoua         | 0–0 | 0–0    | 0–0 (k. 3–4) |
| 2015      | Puchar Konfederacji | wstępna | Madagaskar        | ASSM Elgeco Plus                 | 3–2 | 1–0    | 4–2          |
| 2015      | Puchar Konfederacji | 1       | Południowa Afryka | Orlando Pirates                  | 2–2 | 1–2    | 3–4          |
| 2021/2022 | Puchar Konfederacji | 1       | Etiopia           | Ethiopian Coffee SC              | 2–1 | 3–1    | 5–2          |
| 2021/2022 | Puchar Konfederacji | 2       | Egipt             | Al-Masry Port Said               | 0–0 | 0–1    | 0–1          |

## Stadion
Domowe mecze klub rozgrywa na stadionie o nazwie Mehta Stadium w Lugazi, który może pomieścić 1000 widzów.